# Ocaña, la memoria del sol
Ocaña, la memoria del sol és un documental sobre José Pérez Ocaña, la seva vida i obra, rodat per Juan José Moreno i estrenat el 2009.
Aquest documental biogràfic recupera la memòria d'Ocaña com a figura rupturista, com a persona que lluitava contra les normes imposades, que està més enllà de l'artista que va ser, vist així des d'una perspectiva més universalista. L'enregistrament evoca diverses facetes del personatge, des de les pintures de devoció popular a la verge fins a la defensa i celebració del seu propi cos i del dret propi i aliè a ser i existir en llibertat.

## Estructura
La història, en aquest cas, no sols la conta el mateix Ocaña (del qual s'inclouen fragments que havia aparegut a Ocaña, retrat intermitent), sinó que gran part de l'atenció recau en com qui van compartir la vida amb ell (família i amics) conten la seva història i construeixen la imatge de l'Ocaña que van conèixer. Participen en el rodatge tant Cantillana, el poble sevillà que ho va veure créixer, com Barcelona, ciutat a la qual va fugir per a poder portar una vida millor, més lliure. Les imatges que recullen les processons del seu poble ajuden a entendre millor tot allò que Ocaña plantejava entorn de la religió en el documental de Ventura Pons, qui també surt en aquest projecte per a parlar de la seva relació amb el pintor sevillà i del motiu de la pel·lícula.

## Recepció
Ha estat projectat a diversos festivals de temàtica LGBT, com el Festival de Cine Lésbico, Gay, Bisexual y Transexual de Xile i al Festival Internacional de Cinema Gai i Lèsbic de Barcelona.